# Nepenthes macrophylla
Nepenthes macrophylla este o specie de plante carnivore din genul Nepenthes, familia Nepenthaceae, ordinul Caryophyllales. A fost descrisă pentru prima dată de Marabini, și a primit numele actual de la Jebb och Martin Roy Cheek. Conform Catalogue of Life specia Nepenthes macrophylla nu are subspecii cunoscute.

## Galerie de imagini

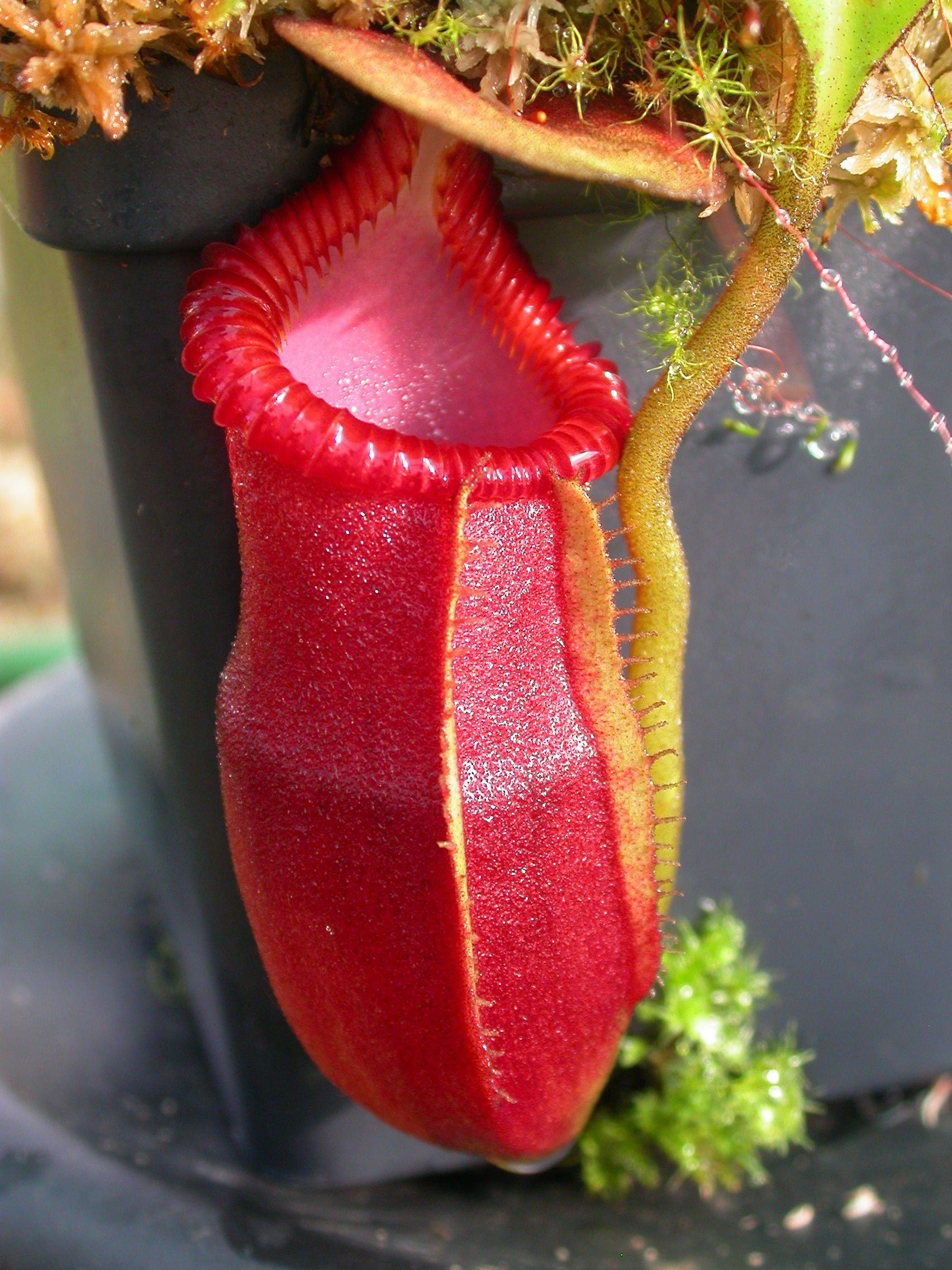
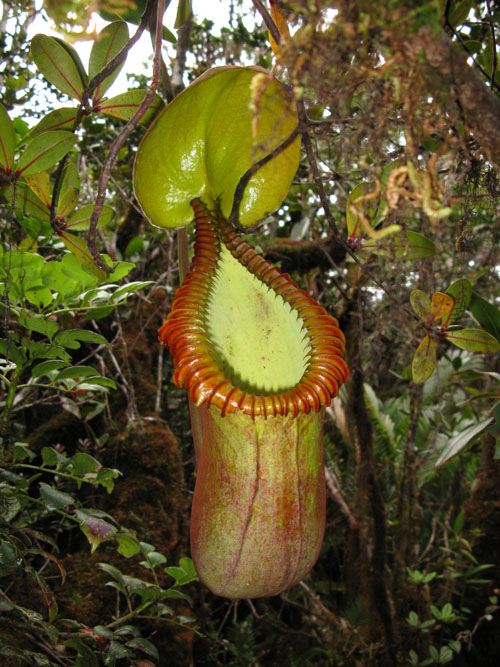
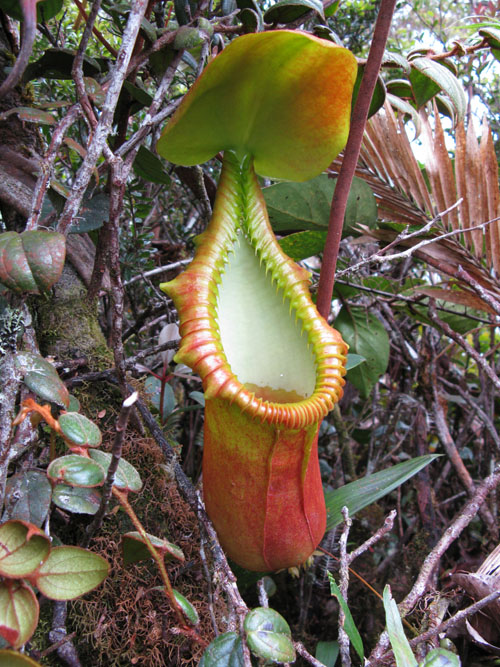
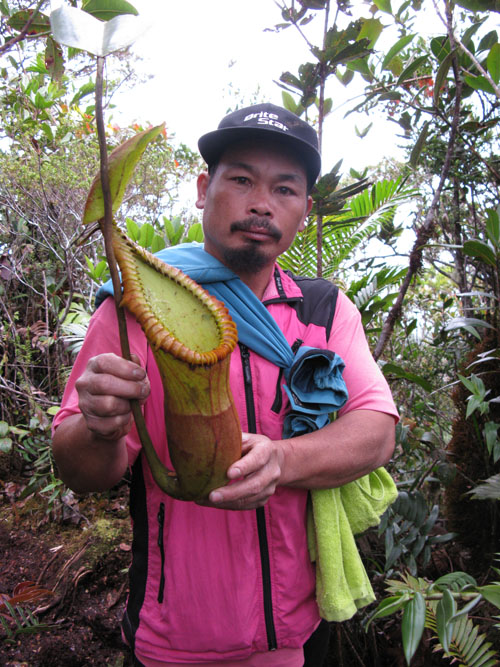
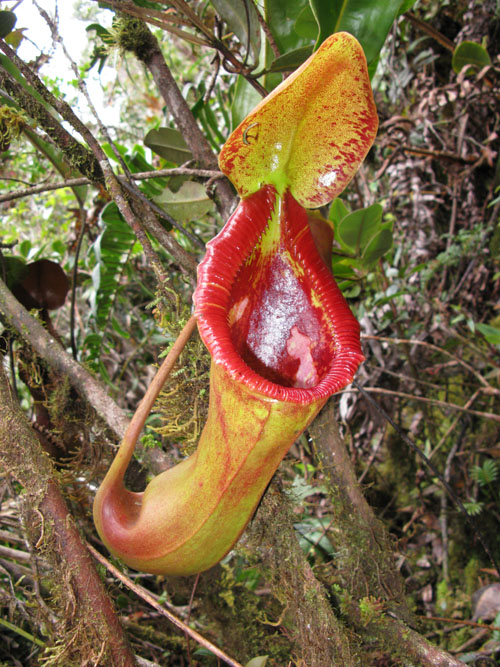